# Suspense (film 1961)
Suspense (The Innocents) è un film del 1961 diretto da Jack Clayton ed interpretato da Deborah Kerr, Michael Redgrave e Megs Jenkins. Tratto dal racconto Il giro di vite dello scrittore americano Henry James, la sceneggiatura è stata adattata da William Archibald e Truman Capote, che hanno usato l'opera teatrale di Archibald del 1950, intitolata The Innocents, come fonte primaria. La trama segue una governante che veglia su due bambini ed arriva a temere che la loro grande proprietà sia infestata dai fantasmi e che i bambini siano invasati.

## Trama
Miss Giddens è felice di essere stata assunta come istitutrice da un ricco uomo d'affari. Dovrà occuparsi dei suoi nipoti, Flora e Miles, orfani di entrambi i genitori. Lo zio le spiega che la parentela non ha alcuna voglia o interesse a crescere i nipoti ed è quindi ben felice di poterle dare la massima libertà di azione e soprattutto la invita a non disturbarlo. Giunta nella villa di campagna del gentiluomo londinese scoprirà, però, che due dipendenti morti da non molto in circostanze poco chiare, il giardiniere Peter Quint e la giovane istitutrice Miss Jessel, avevano intrecciato una relazione in cui purtroppo avevano coinvolto anche i bimbi.
La donna arriva anche a pensare che i fratellini, particolarmente Miles, siano posseduti dalla coppia defunta poiché il bambino è stato addirittura espulso dal collegio in cui si trovava proprio a causa della sua condotta negativa, benché lui naturalmente si ostini nel negarlo. L'istitutrice tenterà in ogni modo di liberarli da queste presenze anche con l’aiuto di Mrs.Grose, l'anziana governante che però non le vede a differenza della protagonista e non crede alla cattiveria dei bambini pur tradendo una certa avversione nei confronti della coppia ormai defunta.
Miss Giddens notando che i bambini su alcuni argomenti restano sempre furbescamente vaghi intuisce che potrà liberarli dal malefico influsso solo quando loro stessi ammetteranno di vedere i fantasmi pronunciando il loro nome. Sebbene con difficoltà Flora alla fine cede, lei e la governante si trovano sulla riva del laghetto e in lontananza appare il fanstasma di Mary Jessel, Miss Giddens chiede con forza alla bambina di ammettere che la vede anche lei ma Flora afferma di non vedere nessuno, e torna a casa in preda ad una crisi isterica con Mrs.Grose. Più tardi attraverso un confronto proprio con Mrs.Grose viene a sapere che la bambina aveva ammesso di non aver visto nessuno nemmeno miss Jessel, e forse in questo modo si è liberata.
Miles si rivela molto più difficile da gestire così la governante chiede da Mrs.Grose di portare la bambina dallo zio così avrà tutta la notte per cercare di liberare il bambino con i suoi metodi. Anche questa volta Miss Giddens cerca di forzare la situazione ma il bambino scappa insultando la donna e quando il volto di Quint appare alla finestra appare chiaro che è lui che parla attraverso il bambino. Miles riesce a rompere un vetro e corre in giardino ma il fantasma compare nuovamente e quando finalmente grida il suo nome il bambino cade a terra apparentemente svenuto. La governante lo abbraccia considerandolo libero dalla possessione ma quando si accorge che è ormai senza vita piange disperata e lo bacia sulla bocca come aveva fatto lui in precedenza.

## Produzione

### Concezione
La sceneggiatura originale di Suspense è stata adattata dal drammaturgo William Archibald dalla sua opera teatrale The Innocents del 1950, che a sua volta era basata sulla novella Il giro di vite di Henry James. Sia nell'adattamento teatrale che cinematografico, Archibald ha scritto partendo dal presupposto che le esperienze soprannaturali di Miss Giddens fossero reali e che i fantasmi che incontrava fossero entità legittime in contrasto con i giochi della sua immaginazione (una possibilità lasciata irrisolta nell'opera originale di James).

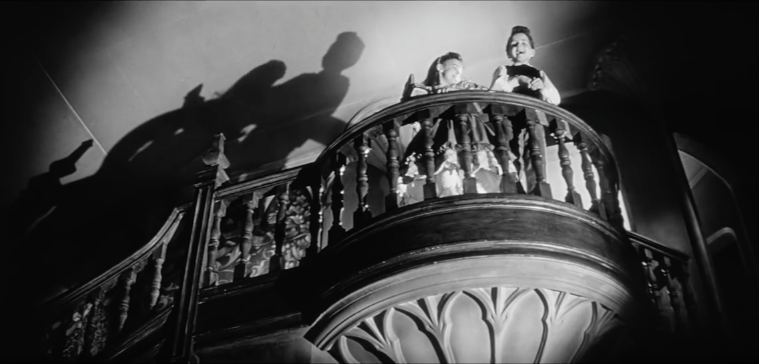
Un punto chiave di controversia tra Clayton e lo sceneggiatore William Archibald era se i bambini (nella foto) fossero posseduti da spiriti maligni o se il fenomeno fosse frutto della mente della protagonista

Il regista Jack Clayton ha immaginato una conclusione più ambigua per il film: ha detto "Il mio interesse originale per la storia stava nel fatto che si potesse raccontarla da un punto di vista completamente diverso". "In altre parole, il male era vivo nella mente della governante e in effetti è lei più o meno a creare la situazione. Questo è passato molto prima che leggessi le note su Henry James e scoprissi che anche qualcun altro immagina che Henry James l'abbia scritto così — una sorta di allucinazioni quasi freudiane che aveva la governante."
Clayton alla fine non era soddisfatto della sceneggiatura di Archibald a causa delle loro interpretazioni contrastanti del materiale, e chiese allo scrittore americano Truman Capote (che aveva incontrato mentre lavorava al film Il tesoro dell'Africa) di rielaborare la sceneggiatura di Archibald. A quel tempo, Capote stava scrivendo A sangue freddo; tuttavia, poiché era un fan della novella di James, accettò e si prese una pausa di tre settimane per riscrivere la sceneggiatura. Capote ha introdotto il simbolismo freudiano che è messo in evidenza nelle relazioni e nelle composizioni visive del film, con implicazioni che i fenomeni soprannaturali vissuti da Miss Giddens sono il risultato della sua stessa repressione sessuale e paranoia piuttosto che di legittime esperienze paranormali. Clayton in seguito chiamò lo scrittore John Mortimer per dare al dialogo un tocco "vittoriano". Clayton intendeva mantenere un senso di claustrofobia e, allo stesso tempo, aprire lo spettacolo, che si svolgeva interamente nel salotto della dimora. Clayton ha visto la dimora come uno dei personaggi del film e l'ha usata come tale per evidenziare alcune scene.
Il critico culturale Christopher Frayling attribuisce circa il 90% della sceneggiatura del film così come appare sullo schermo a Capote (i titoli di coda attribuiscono la sceneggiatura ad Archibald e Capote, con Mortimer che riceve crediti per "Scene aggiuntive e dialogo"). Frayling nota anche un'atmosfera gotico sudista presente nelle alterazioni della sceneggiatura di Capote – in particolare con la sensibilità erotica repressa della governante contrapposta a scene di piante lussureggianti e in decomposizione e di vita di insetti rapaci. Il regista Clayton, tuttavia, ha scelto di minimizzare questo aspetto nel film finito, per preservare l'ambiguità tra la storia di fantasmi e l'elemento freudiano.
Inizialmente era previsto che il film fosse narrato da un narratore inaffidabile che si aprisse con un funerale. Esistono fotogrammi della scena che circolavano all'epoca, ma alla fine Clayton scelse di aprire il film con l'oscurità, una canzone cantata da una bambina e l'immagine delle mani di Kerr che sono giunte in preghiera, con il suo rosario tra le sue dita, mentre mormora e singhiozza. Gradualmente il volto della Kerr viene mostrato. Secondo lo studioso di cinema Frayling, la scena iniziale crea un senso di intimità e, forse, fiducia nel fatto che la governante dovrebbe essere fidata, ma l'uso dell'oscurità che la circonda suggerisce che è possibile che la storia che segue non sia altro che frutto della sua mente.

### Casting
Deborah Kerr è stata scelta per il ruolo principale di Miss Giddens dal consiglio dello studio distributore del film, la 20th Century Fox, nonostante il fatto che il personaggio dell'istitutrice nel racconto di James avesse vent'anni (Kerr aveva infatti quarant'anni all'epoca). Il ruolo della Kerr nel film è significativo, poiché appare sullo schermo in circa 95 dei 99 minuti di durata del film. Per il suo lavoro nel film venne pagata 400.000 dollari.
Mentre Pamela Franklin che interpreta Flora era al suo debutto cinematografico, il personaggio di Miles venne affidato a Martin Stephens che aveva appena interpretato diversi film, tra cui Il villaggio dei dannati uscito l'anno precedente.

## Critica
Paolo Mereghetti ha scritto: «Clayton ha saputo conservare l'ambiguità del racconto... costruendo una tensione impalpabile e angosciante. Degno di James anche il finale. La Kerr, dallo sguardo ora smarrito, ora invasato, è mirabile.» ***½ 

## Riconoscimenti
- 1961 - National Board of Review
  - Migliori dieci film dell'anno
  - Miglior regista
- 1962 - Premio Edgar Allan Poe
  - Miglior sceneggiatura
- 1962 - British Academy Film Awards
  - Candidatura Miglior film britannico
  - Candidatura Miglior film internazionale
- 1962 - Festival di Cannes[15]
  - Candidatura Palma d'oro
- 1962 - Directors Guild of America Award
  - Candidatura Outstanding Directorial Achievement in Motion Pictures
- 1962 - Writers Guild of America Award
  - Candidatura Best Written American Drama